# Опочинин, Евгений Николаевич
Евгений Николаевич Опочинин (23 мая [4 июня] 1858, Киев — 27 октября 1928, Москва) — русский литератор из дворянского рода Опочининых Ярославской губернии.

## Творческая биография
Окончил Киевский университет. С 1879 года жил в Санкт-Петербурге. Был хранителем библиотеки Общества любителей древней письменности, работал в Музее древностей под руководством П. П. Вяземского. Редактировал внутренний отдел газеты «Правительственный вестник». Подолгу бывал в своей усадьбе Максимовское в Рыбинском уезде, подрабатывал там редактором «Рыбинского биржевого листка» и земским начальником участка. Усадьба не сохранилась, вещи из неё хранятся в Рыбинском музее-заповеднике.
Автор более 30 книг, а также многих публикаций в газетах и журналах. Писал охотничьи рассказы и повести на схожую тематику, некоторые книги: «На родной земле», «Старое и новое», «Братья», «Очерки старого русского быта», «Лес и поле», «Русский охотничий рассказ», «Одни в старом доме», «В деревне и на охоте» (М., 1902, 1910), «Из рассказов охотника» (1907, 1911); работы по истории русского театра: «Опыт словаря деятелей русской сцены», «Русский театр, его начало и развитие» (вып. 1-5, СПб., 1887—1888), «Пьесы первого спектакля Волкова в Ярославле» (1900), «Театральная старина» (1902), «Распространение крепостных певческих хоров, оркестров и театров в России в 18-19 столетиях»; о библиотеках и собирателях — «Русские коллекционеры и уцелевшие остатки старины».
Коллекционировал устные сказания, старинные рукописи, иконы, предметы быта. Собирал материалы по истории литературы. Сохранились его воспоминания о Милюкове, Вяземском, Майкове, Крестовском, Данилевском, Григоровиче, Семевском, Терпигореве, Достоевском, Полонском и его «Пятнице»; записи народных обрядов Рыбинского уезда; альбом с автографами знаменитостей.
Участвовал в разборе «Остафьевского архива» (фамильных документов трёх поколений князей Вяземских), архивов графов Шереметевых и Сергея Соболевского.
Умер 27 октября 1928 года. Похоронен на Ваганьковском кладбище (2 уч.). После 1930 года его сочинения не издавались до 1990-х годов, хотя на них ссылались многие другие фольклористы.

## Семья
Родители — Николай Степанович Опочинин (1822—1859) и Любовь Евгеньевна Опочинина (1831—?), урождённая Ган. В браке, заключённом в 1849 году, родилось четверо детей: сын Владимир (1894—1914) и трое дочерей — Нина (?—?), Мария (1889—1970) и Людмила (1899—1977). Владимир ушёл добровольцем на фронт в Первую мировую войну и погиб в самом начале боевых действий. Мария была педагогом и поэтессой-любительницей, женой известного антрополога М. А. Гремяцкого и соавтором по крайней мере одного произведения мужа — научно-популярной книги «Развитие жизни на Земле», изданной в 1936 году. Людмила — научным работником и писательницей, автором исторических рассказов и научно-популярных сочинений.

## Легенда о воздухоплавателе Никите
Самое известное произведение Опочинина — рассказ «Бесовский летатель», частично вдохновлённый русской сказкой «Деревянный орёл». Главный герой рассказа, «смерд Никита, холоп боярского сына Лупатова», изобретает летательный аппарат тяжелее воздуха во времена Ивана Грозного, совершает успешный полёт, но оказывается за это казнён. Рассказ был экранизирован в 1926 году (фильм «Крылья холопа»). Сюжет вдохновил многих мастеров живописи, в частности, Илью Глазунова (картина «Русский Икар»), Александра Дейнеку («Никитка — первый русский летун»). Есть предположение, что с рассказом связана сцена из фильма Тарковского «Андрей Рублёв». Он же упомянут в комедии «Иван Васильевич меняет профессию», а также в пьесе «Иван Васильевич» Булгакова, по которой поставлен фильм.
С начала XX века сюжет о полёте Никиты, без атрибуции к Опочинину, начал попадать в различные статьи об авиации как «легенда» и обрастать новыми домыслами. Этому способствовало то, что книги Опочинина в советское время почти не переиздавались. Со временем фрагменты из «Бесовского летателя» начали выдавать за цитаты из некой летописи или царского указа, а полёт Никиты — за реальное историческое событие. В частности, путеводители по Александрову пересказывают историю полёта Никиты как реальную для развлечения туристов.
В 2009 году в Кунгуре на фестивале «Небесная Ярмарка» был установлен памятник «Никитке Крякутному» скульптора Алексея Залазаева, изображающий человека с крыльями.